# Usambaragrönbulbyl
Usambaragrönbulbyl (Phyllastrephus albigula) är en fågel i familjen bulbyler inom ordningen tättingar.

## Utbredning och systematik
Fågeln förekommer i östra Tanzania (Nguru- och Usambarabergen). Tidigare betraktades den som en underart till pygmégrönbulbyl (P. debilis). 

## Status
IUCN kategoriserar den som nära hotad.

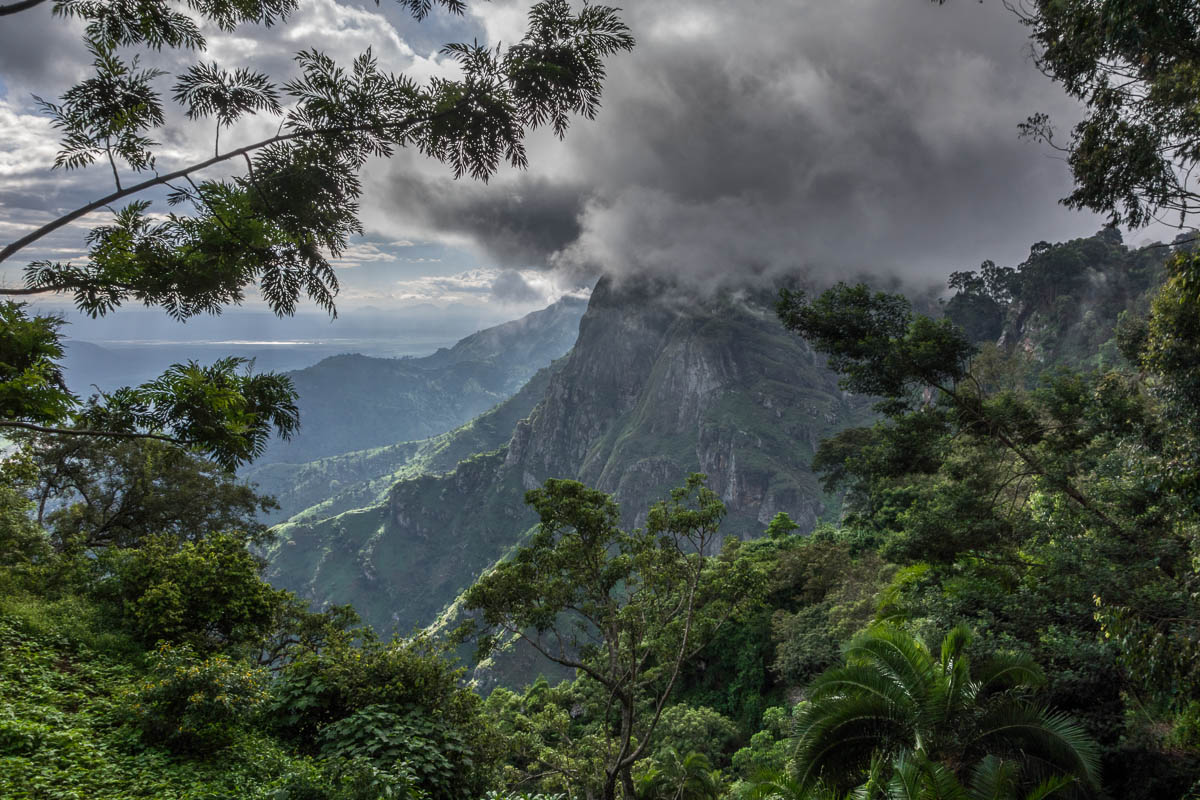
Usambarabergen varifrån fågeln fått sitt svenska namn.